# Gottfrieding
Gottfrieding település Németországban, azon belül Bajorországban. Lakosainak száma 2530 fő (2023. december 31.). Gottfrieding Dingolfing, Moosthenning, Mamming, Reisbach és Marklkofen községekkel határos.

## Népesség
| Lakosok száma | 597  | 1352 | 1557 | 1601 | 2141 | 2208 | 2281 | 2290 | 2188 | 2530 |
|               | 1875 | 1950 | 1975 | 1987 | 2012 | 2014 | 2016 | 2017 | 2021 | 2023 |